# 基舍澤爾斯湖
57°1′21″N 24°10′27″E / 57.02250°N 24.17417°E

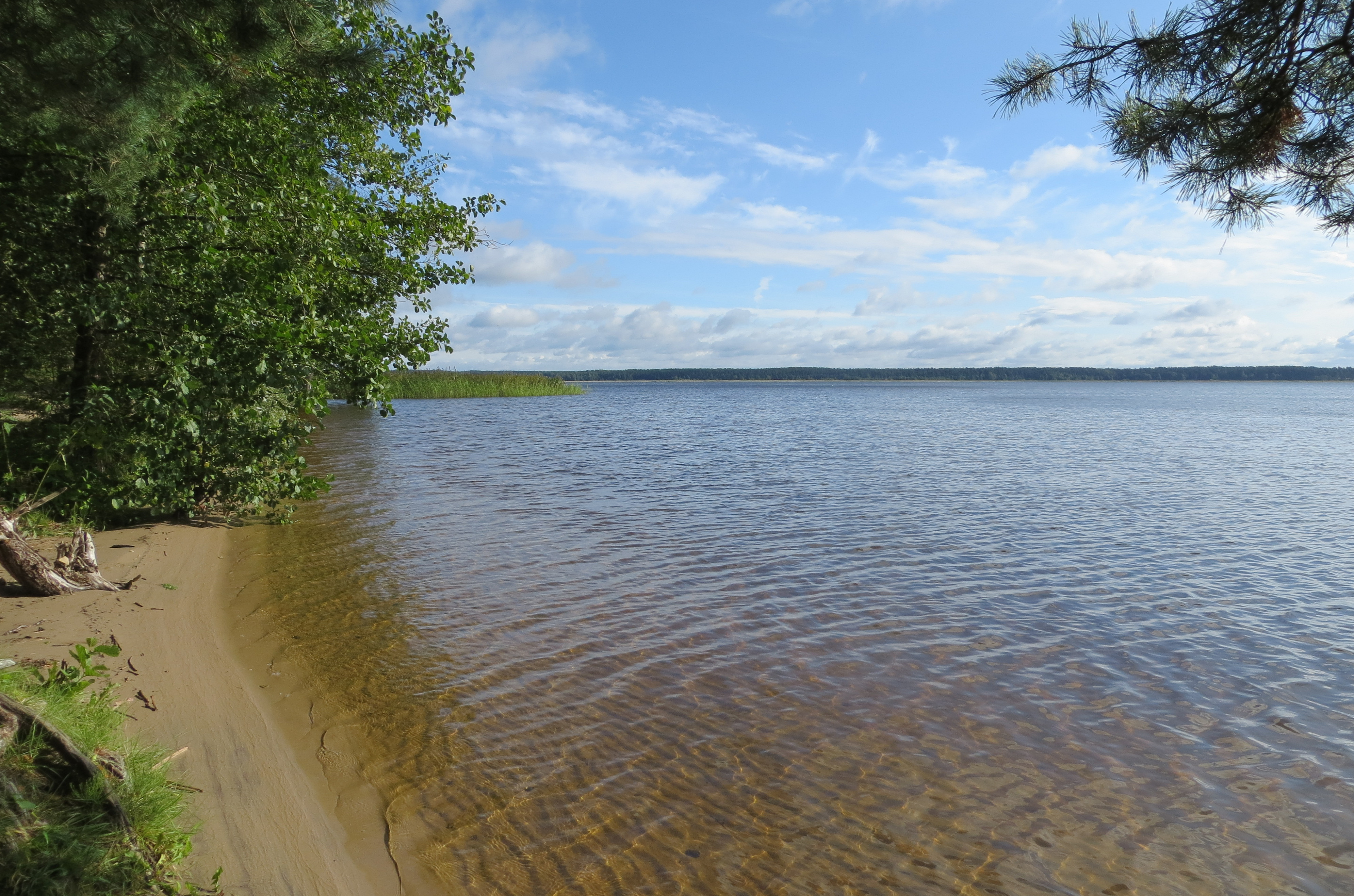
基舍澤爾斯湖

基舍澤爾斯湖（拉脫維亞語：Ķīšezers ezers）是拉脫維亞的湖泊，位該首都里加東北面，長8.4公里，面積17.3平方公里，平均水深2.4米，最大水深4.2米，湖中有3個島嶼，是11種魚類的棲息地。

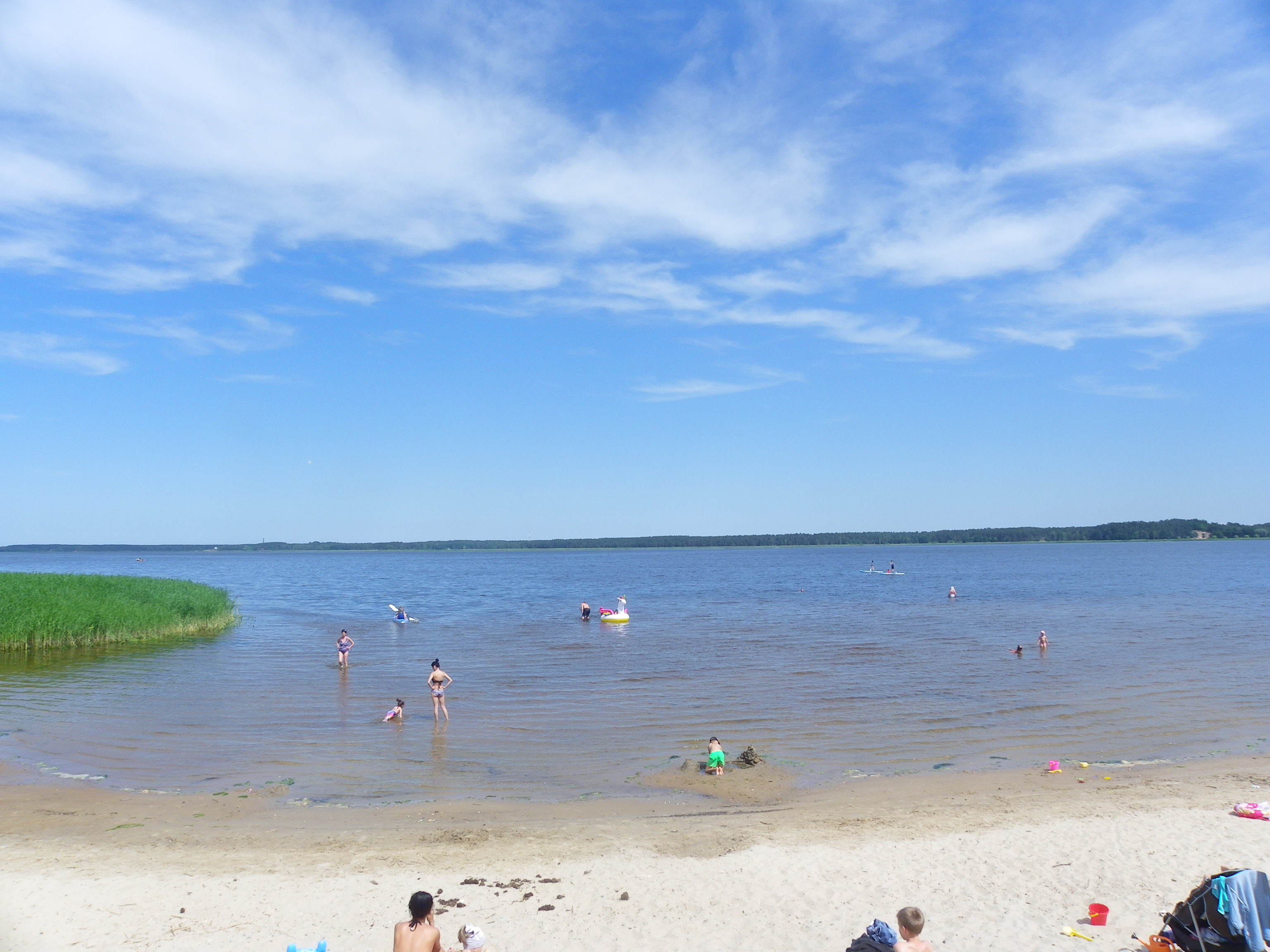
湖中暢泳
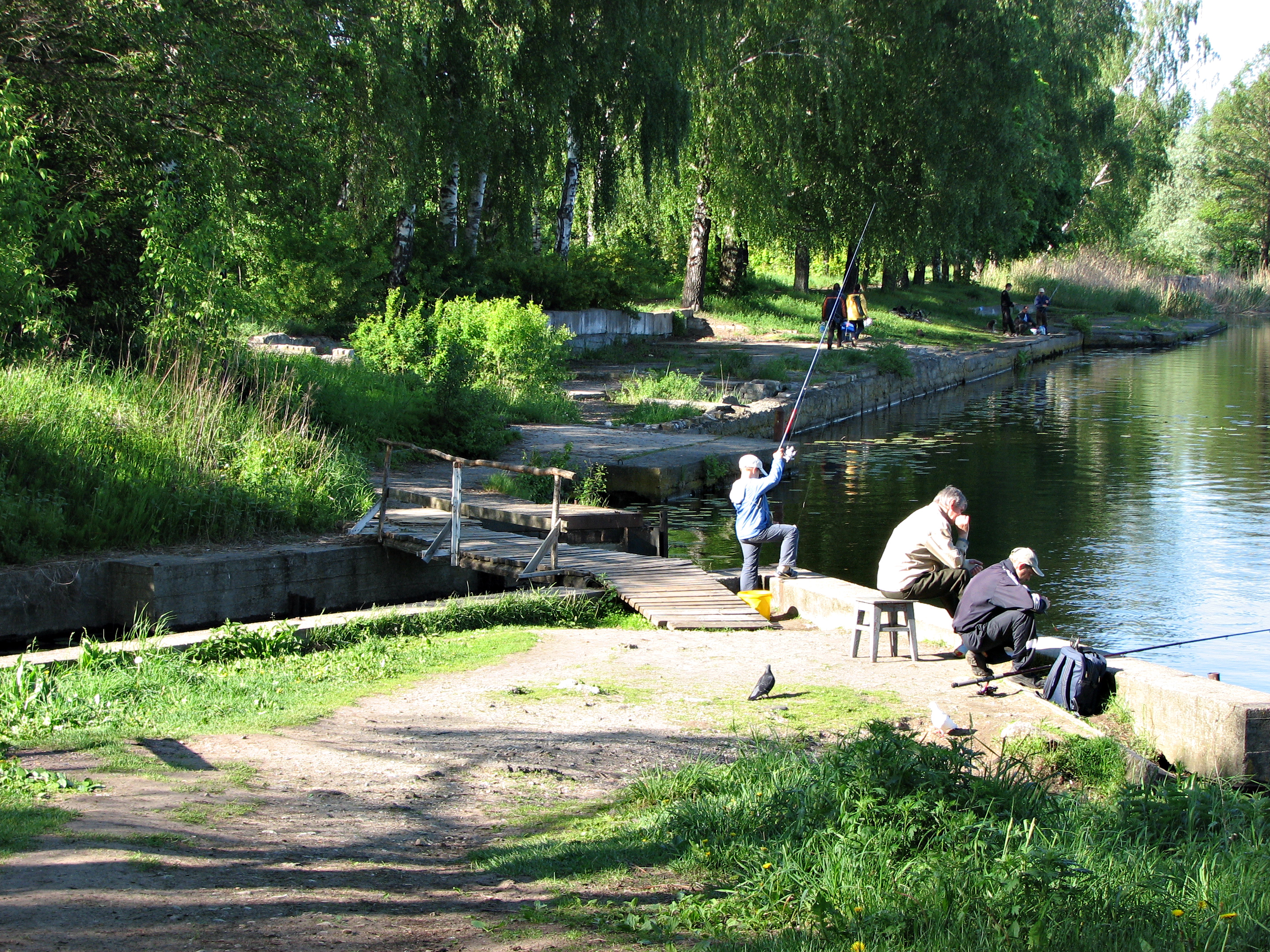
湖畔垂釣
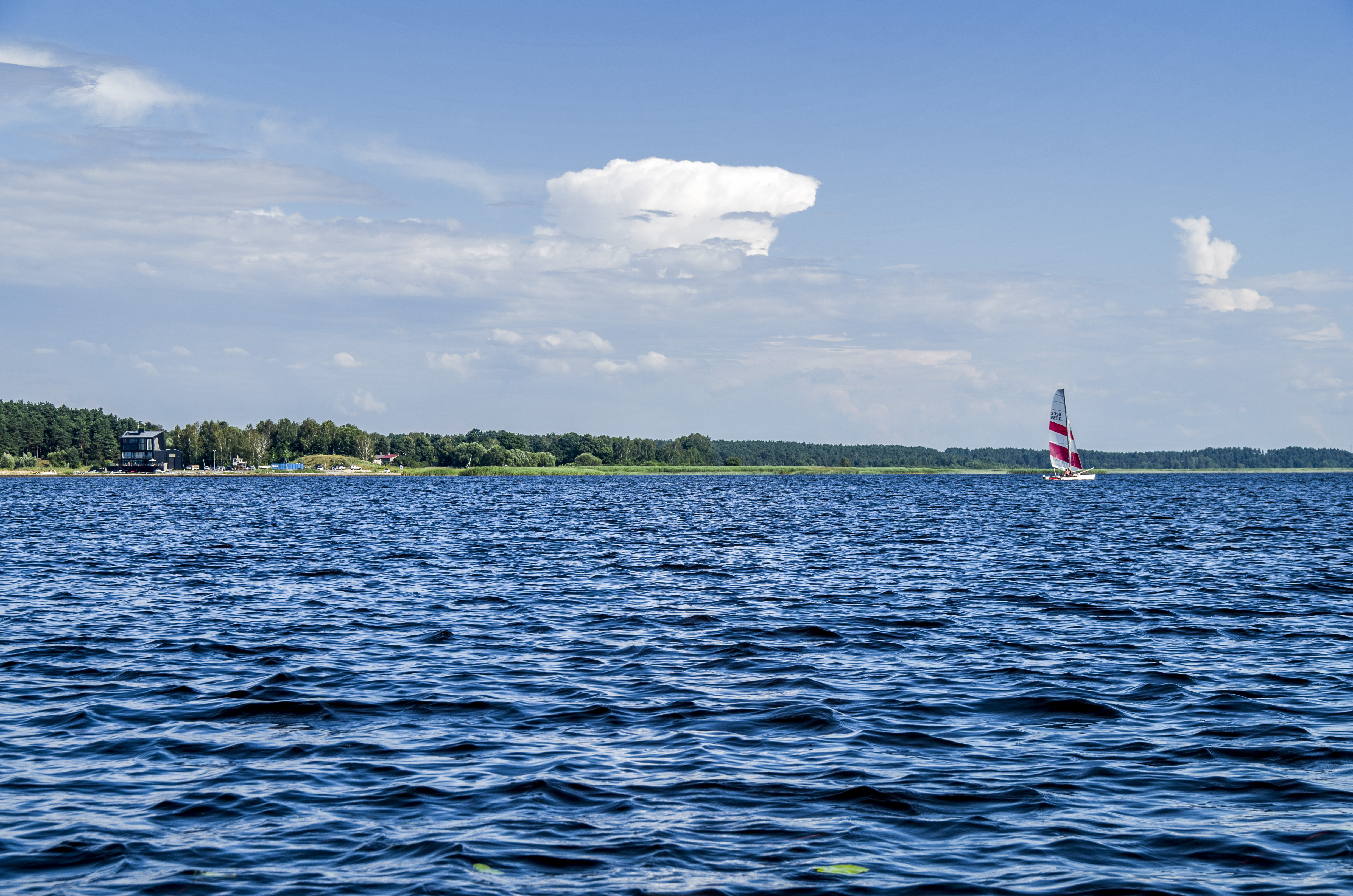
湖中揚帆
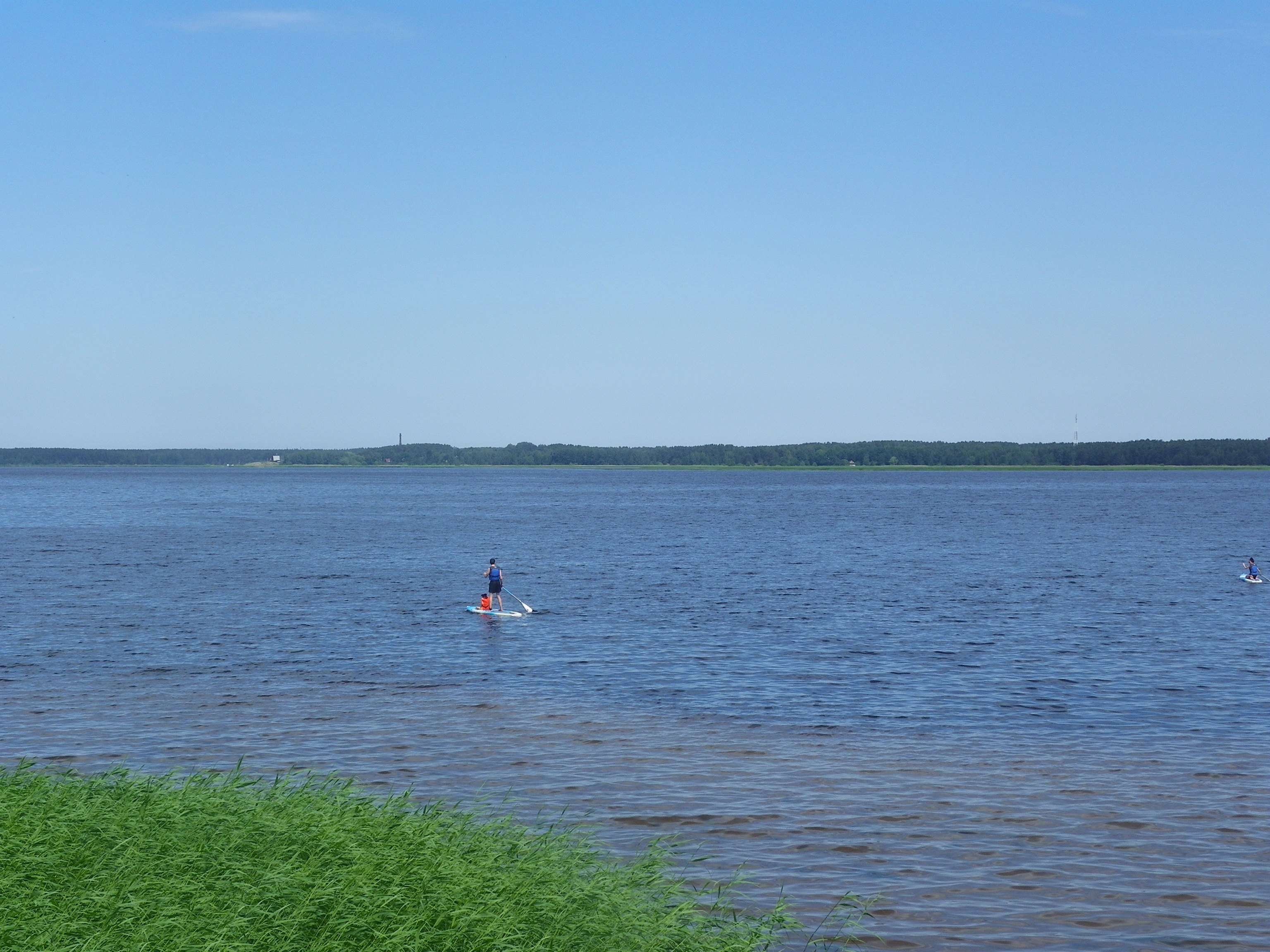
湖中划艇
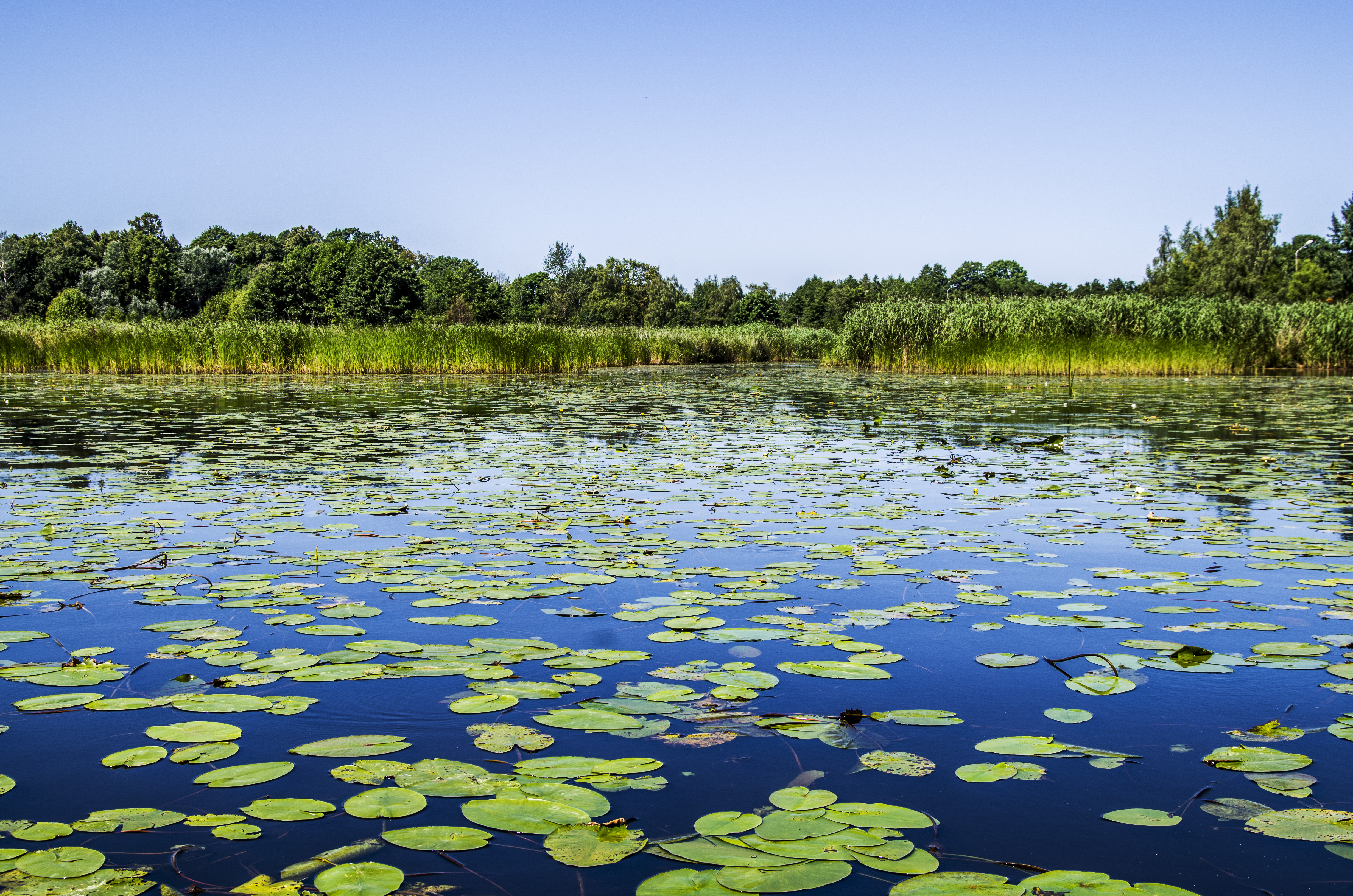
湖中荷花葉
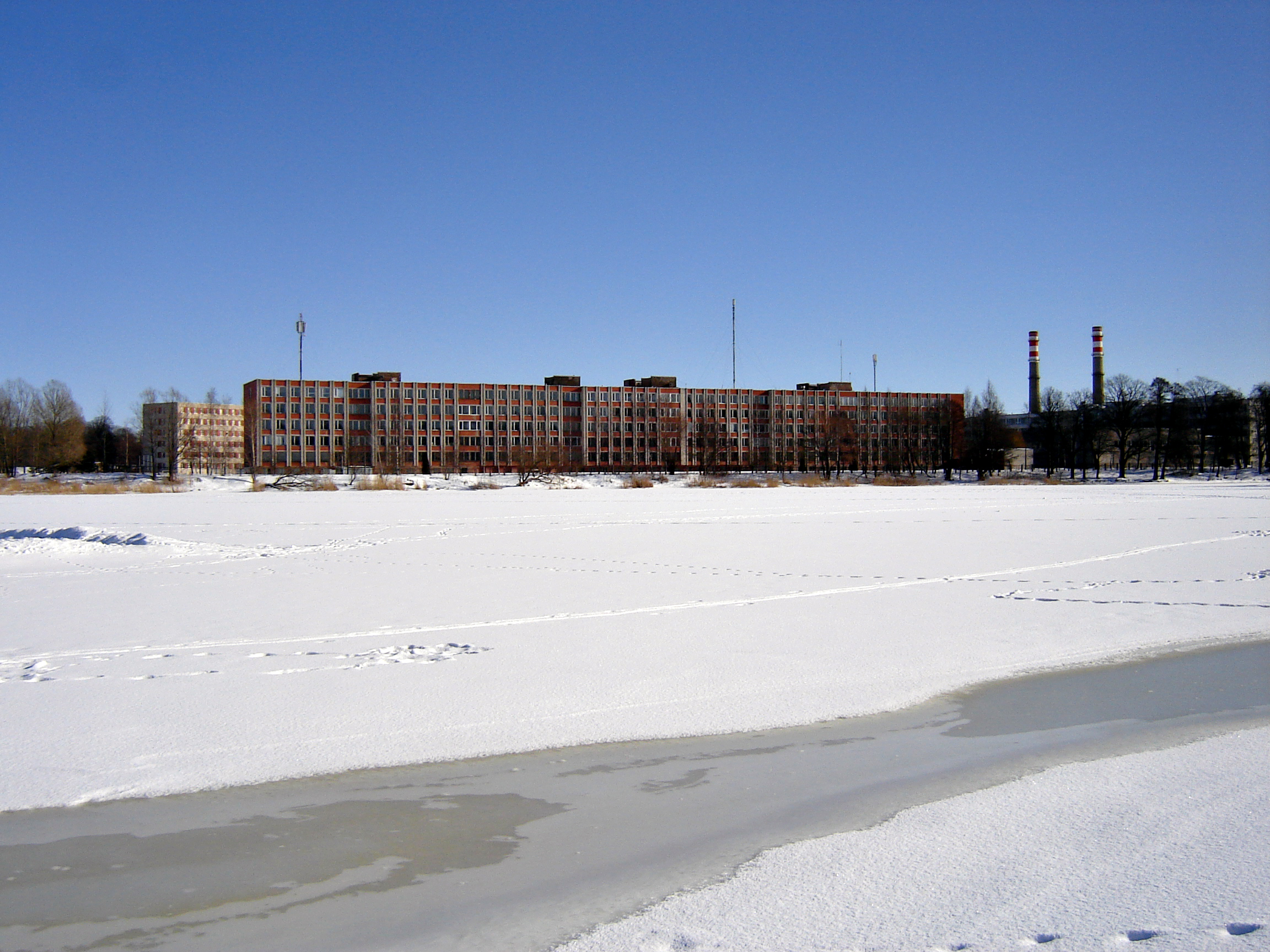
被冰雪覆蓋時